# Ofiarowanie Pańskie

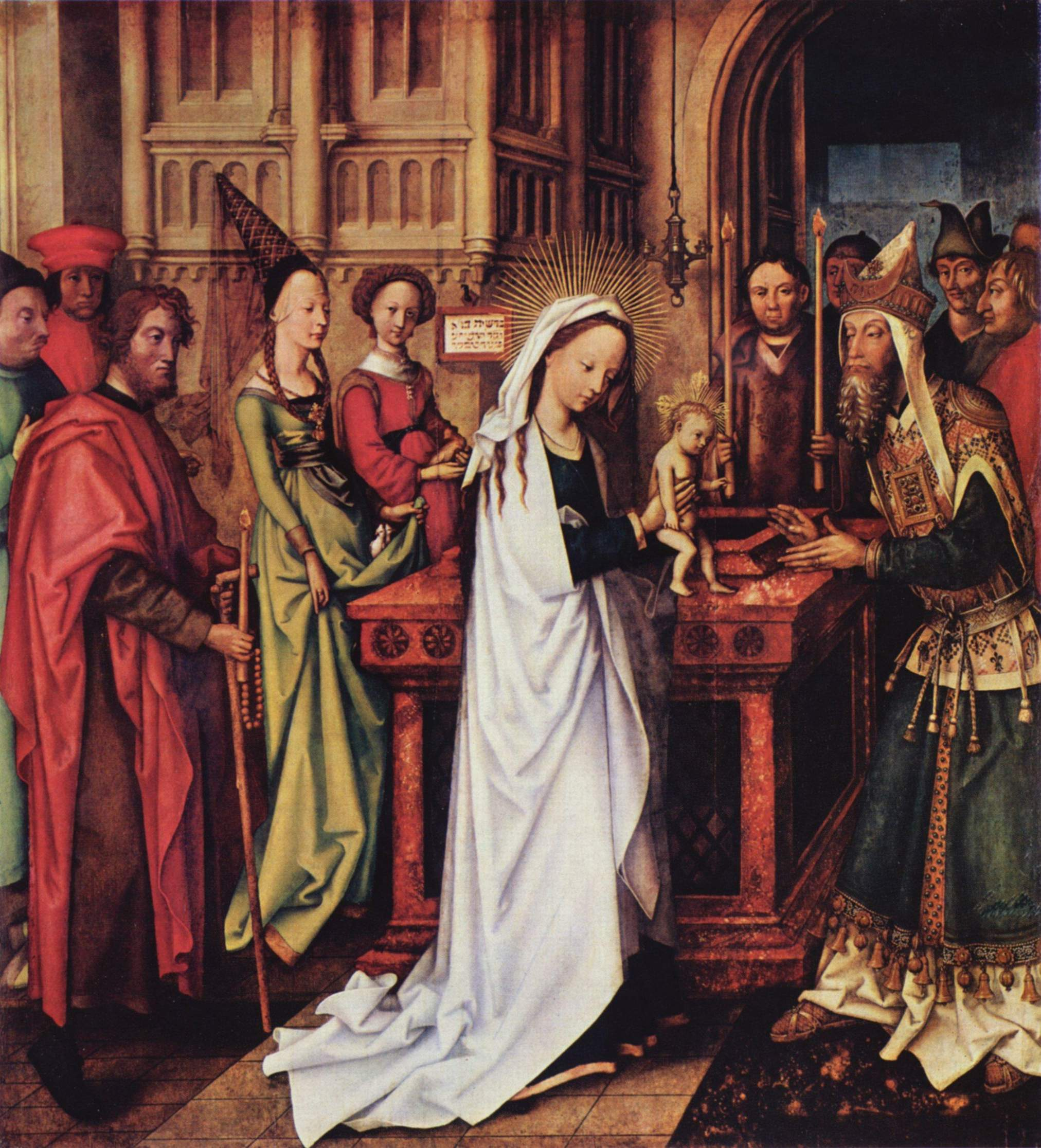

Hans Memling, Ofiarowanie Chrystusa w Świątyni, około 1463

Ofiarowanie Pańskie, Spotkanie Pańskie, gr. Hypa-pante oraz Heorte ton Kataroin (święto spotkania i oczyszczenia) – święto chrześcijańskie, upamiętniające ofiarowanie Jezusa Chrystusa w Świątyni Jerozolimskiej zgodnie z prawem Mojżeszowym, w nadzwyczajnej formie rytu rzymskiego zwane Oczyszczeniem Najświętszej Maryi Panny (w 40. dzień od Narodzenia Jezusa), czym nawiązywano do święta spotkania i święta oczyszczenia w tradycji starotestamentalnej i chrześcijańskiej.

## Dzień obchodów
Kościół rzymskokatolicki
Ofiarowanie Pańskie obchodzone jest w Kościele katolickim 2 lutego (w Kościele zachodnim) lub 15 lutego (w Kościołach wschodnich) i ma rangę święta liturgicznego. W tym samym dniu w Kościele powszechnym przypada Światowy Dzień Życia Konsekrowanego, ustanowiony przez papieża Jana Pawła II. Obchody często związane są z kultem Matki Bożej Gromnicznej a w niektórych krajach (np. Hiszpania) święto jest dniem wolnym od pracy.
Starokatolicyzm
Kościół Starokatolicki Mariawitów i Kościół Katolicki Mariawitów obchodzi je 2 lutego, pod nazwami Ofiarowanie Pańskie, Oczyszczenie Najświętszej Maryi Panny i Święto Matki Bożej Gromnicznej podobnie jak Kościół Polskokatolicki w RP. Reformowany Kościół Katolicki w Polsce nazywa je Świętem Hypapante podkreślając teologiczne znaczenie spotkanie Boga z Jego ludem w Świątyni Jerozolimskiej. Uroczystość ta kończy okres Bożego Narodzenia. W kalendarzu Kościoła Chrześcijańsko-Katolickiego w Szwajcarii święto to nosi nazwę Ofiarowanie Jezusa w Świątyni.
Ewangelicyzm
Ewangelicy obchodzą święto również 2 lutego pod nazwą Dzień Ofiarowania Pana Jezusa, a także Oczyszczenie Marii Panny.
Prawosławie
W Cerkwi prawosławnej jest to jedno z 12 głównych świąt, obchodzone jako Spotkanie Pańskie, 2/15 lutego, tj. 2 lutego według liturgii prawosławnej posługującej się kalendarzem juliańskim, a 15 lutego według kalendarza gregoriańskiego.
W tym samym dniu obchodzony jest Światowy Dzień Młodzieży Prawosławnej, proklamowany w 1992 roku przez liderów Syndesmosu, największej na świecie federacji prawosławnych bractw i szkół teologicznych.

## Historia
Podstawą historyczną tej uroczystości jest opis tego wydarzenia, zawarty w Ewangelii według św. Łukasza (Łk 2,22–38). Zgodnie z nakazami prawa (Kpł 12,2–8), każdy pierworodny żydowski chłopiec miał być w Świątyni ofiarowany Bogu. Nie oznaczało to poświęcenia chłopca na służbę kapłańską (bo tylko z pokolenia Aarona mogli być kapłanami, a z Lewiego – lewitami), ale był to gest symboliczny poświęcenia Bogu tego, co było dla rodziców największą wartością. W zamian (obrzęd wykupienia) ofiarowano parę synogarlic lub 2 młode gołębie (por. Łk 2, 24). W ewangelicznej scenie biorą udział (oprócz Jezusa – Dziecięcia): Maria, Józef, starzec Symeon i prorokini Anna.
Ofiarowanie Jezusa, z uwagi na jego Bosko-ludzki byt, miało inny charakter, niż w przypadku pozostałych chłopców. Było ono wyrazem wierności Bogu, jego nakazom zawartym w Prawie, ale miało przede wszystkim inną istotę. W wydarzeniu tym Jezus ofiarowuje się Bogu, ale jako swemu Ojcu, bowiem, będąc człowiekiem, nie przestaje być Jednym z Trójcy. To ofiarowanie jest zapoczątkowaniem, a zarazem znakiem tego oddania się Ojcu, które swój szczyt osiągnie na Krzyżu. Rozwijając tę myśl, teologia i ikonografia Wschodu przedstawia tę scenę w ten sposób, że między Matką Bożą a Symeonem znajduje się ołtarz – symbol ofiary – ponad którym Dziecię jest przekazywane.
Ze względu jednak na posiadanie ludzkiej natury, czyn Jezusa jest ofiarowaniem Ojcu nie tylko swej Osoby, ale także całej ludzkości, dla której jednocześnie, jak i dla każdego człowieka, jest On wzorem całkowitego oddania się i posłuszeństwa woli Bożej, wzorem także ofiary.
Od IV wieku w Jerozolimie święto to przeżywano jako „Spotkanie Pańskie”. Chrystus przez swoje „wejście w świat” spotyka się ze wszystkimi ludźmi. Przez pośrednictwo Jezusa, Maryi i św. Józefa – w tym spotkaniu w świątyni jerozolimskiej – „dokonało się” już w zarodku „wszechspotkanie” Boga z ludźmi i „ludzi pomiędzy sobą”. Jest to mianowicie „spotkanie” z całą ludzkością, reprezentowaną przez Symeona, oświeconego mocą Ducha Świętego (Łk 2,25–26). Syn Boży ofiarowuje się również światu, jest on darem Boga, którego udziela On zarówno narodom pogańskim („Światło na oświecenie pogan”), jak i Swemu Ludowi – Izraelowi („I chwałę ludu Twego, Izraela”), aby doprowadzić ich do zbawienia. Jezus Chrystus jest Światłem, które „oświeca” ludzi i prowadzi ku życiu wiecznemu; jest spełnieniem nadziei na przyjaźń z Bogiem, jakie nosi w sobie pogrążona w grzechu ludzkość.
Jest to dlatego święto radosne, a kantyk starca Symeona, zwany od pierwszych łacińskich słów Nunc dimittis, jest częścią codziennie odmawianej przez osoby duchowne i nie tylko Liturgii Godzin, a dokładnie Modlitwy na zakończenie dnia, czyli Komplety.
Na Zachodzie przeżywano to święto jako czas wyzwolenia się kobiety z dziedzictwa grzechu Ewy.

## Święto w Polsce
W polskiej tradycji katolickiej obchodzone jest jako święto Matki Boskiej Gromnicznej. Obecnie akcent położony jest na osobę Chrystusa, który jest „światłością świata” i „Światłem na oświecenie pogan”, i otrzymało nazwę Ofiarowania Pańskiego. Od niepamiętnych czasów czczono w Kościele pamiątkę przyniesienia przez Maryję Dzieciątka Jezus do świątyni jerozolimskiej. W niektórych rejonach dzień ten zwano Świętem Symeona.

### Zwyczaje
Począwszy od IX wieku wierni w tym dniu przynoszą do kościoła świece do pobłogosławienia, zwane gromnicami. Nazwa ta wywodzi się od słowa „grom”, gdyż zapalano je w czasie burzy, stawiano w oknie i modlono się o oddalenie piorunów.
Procesja z płonącymi świecami na początku liturgii jest znakiem nowego kroczenia przez życie w jedności z Jezusem i blaskach jego ewangelii.

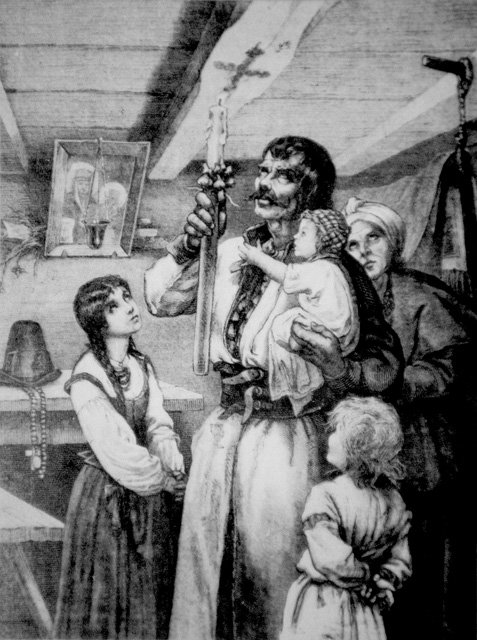
Gromnica (Matka Boska Gromniczna), rysunek Michała Andriollego przedstawiający wypalanie znaku krzyża na tragarzu (belce stropowej) chaty w dzień Matki Boskiej Gromnicznej

Po powrocie do domu dawniej wypalano płomieniem gromnicy krzyż na belce sufitu. Zapalenia gromnicy i wkładanie jej w ręce umierającego oznacza, że na wzór „roztropnych panien” wychodzi on z płonącą lampą na spotkanie swego Oblubieńca.
Ze świętem związane są przysłowia:
- Na Gromnicę masz zimy połowicę.
- Powiadają, że Gromnica, już ci zimy połowica, ale bywać nie nowina, że dopiero ją zaczyna.

W Polsce jest to ostatni dzień, gdy podczas liturgii dopuszcza się śpiewanie kolęd. W niektórych miejscach w ten dzień do bożonarodzeniowej szopki wkłada się figurki gołąbków, które nawiązywały do ofiary złożonej przez Maryję i św. Józefa. 